# Thomas Berry (Theologe)

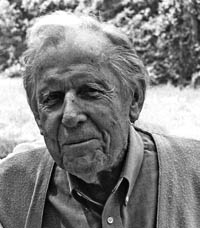

 Thomas Berry CP (* 9. November 1914 in Greensboro, North Carolina; † 1. Juni 2009 ebenda) war ein US-amerikanischer katholischer Theologe und Kulturhistoriker.

## Leben
Thomas Berry trat der Ordensgemeinschaft der Passionisten bei. An der Catholic University of America wurde er in Geschichte promoviert. Er lehrte an vielen Universitäten über das kulturelle Erbe Chinas und Indiens. Auch fungierte er viele Jahre als Präsident der „Internationalen Teilhard de Chardin-Gesellschaft“.
Er widmete sich in seinen Büchern der interdisziplinären religiösen Forschung sowie der Tiefenökologie. 1970 gründete er das Riverdale Center of Religious Research in Riverdale in der New Yorker Bronx.
Neben mehreren Ehrendoktoraten und weiteren Auszeichnungen, wie dem Lennon-Literaturpreis, war er Ehrenmitglied des Club of Budapest.

## Werke
- The Dream of the Earth
- The Historical Theory of Giambattista Vico (1949)
- Buddhism (1968)
- The Religions of India (1972)
- The Dream of the Earth (1988)
- Befriending the Earth (with Thomas Clarke, 1991)
- The Universe Story From the Primordial Flaring Forth to the Ecozoic Era, A Celebration of the Unfolding of the Cosmos (mit dem Physiker Brian Swimme, 1992)
- The Great Work: Our Way into the Future (1999), Bell Tower/Random House, NY, ISBN 0-609-80499-5
- Evening Thoughts: Reflecting on Earth as Sacred Community (2006), Essays, edited by Mary Evelyn Tucker, A Sierra Club Book, ISBN 1-57805-130-4